# Canon EOS 60D
Canon EOS 60D è una fotocamera reflex digitale (DSLR) semiprofessionale da 18 megapixel prodotta da Canon, annunciata il 26 agosto 2010.
La Canon 60D è la discendente della 50D, ma non una vera e propria evoluzione, in quanto è un modello che si colloca fra la 550D e la 7D, infatti adotta lo stesso sensore APS-C da 18 Mpx comune alle due sorelle con capacità di riprendere video Full HD.

## Differenze con la 50D
- Il corpo della 60D è in alluminio e resina di policarbonato con fibra di vetro, mentre la 50D in lega di magnesio (materiale migliore);
- Il sensore della 60D arriva a ben 18 MP, contro i 15 della 50D e i 10 della 40D;
- Gamma ISO fino a 6.400 per la 60D, contro i precedenti 3.200, ed è stato constatato che la 60D ha molto meno rumore ad alti ISO;
- Il monitor LCD è di tipo articolato con 1.040.000 di pixel mentre quello della 50D è il classico monitor fisso e ha 920.000 pixel;
- Raffica più lenta, si scende a 5,3 fps rispetto ai precedenti 6,3 della 50D;
- La 60D ha dimensioni e peso leggermente inferiori;
- La 60D adotta schede SD non più Compact Flash;
- Il metering sensor è uguale a quello della 7D quindi nettamente superiore a quello presente nella 50D;
- Compensazione dell'esposizione passa a +/- 5EV dagli +/-2 EV della 50D;
- Batteria con maggiore potenza che porta la 60D ad effettuare circa 1100 scatti contro i 640 della 50D;
- La 60D effettua registrazioni video in Full HD mentre nella 50D non è presente la modalità video;
- Micro-regolazione dell'AF non presente nella 60D mentre è presente nella 50D.

## EOS 60Da
La EOS 60Da è una versione speciale della 60D, concepita espressamente per la fotografia astronomica, presentata il 3 aprile 2012.

## Versioni previste al lancio
La EOS 60D è disponibile nei vari mercati in vari kit:
- kit base comprendente il solo corpo macchina;
- kit con corpo macchina + obiettivo 18-55mm f/3.5-5.6 IS II;
- kit con corpo macchina + obiettivo 17-85mm f/4.0-5.6 IS USM;
- kit con corpo macchina + obiettivo 18-135mm f/3.5-5.6 IS.